# Hier spricht Berlin
Hier spricht Berlin war eine Talkshow, die von der Räuberleiter GmbH für den Rundfunk Berlin-Brandenburg (rbb) produziert wurde. Hier spricht Berlin wurde erstmals am 1. Oktober 2019 ausgestrahlt. Moderiert wurde die Sendung von Eva-Maria Lemke und Jessy Wellmer. Die 90-minütige Gesprächsrunde wurde von 22.50 Uhr bis 0.20 Uhr im Wechsel mit der NDR Talk Show, 3 nach 9, dem Club 1, dem Nachtcafé und dem Kölner Treff unter dem Titel TALK am Dienstag im Ersten ausgestrahlt. Die Sendung wurde am selben Tag vor der Ausstrahlung im rbb-Fernsehzentrum live on tape aufgezeichnet.
Ende Mai 2021 wurde die Show nach fünf Sendungen vom rbb eingestellt. Stattdessen läuft ein neuer Berliner Ableger der MDR-Talksendung Riverboat, die von Kim Fisher und Sebastian Fitzek moderiert wird und den bisherigen Leipziger Ableger ergänzt.

## Inhalt
Die jeweilige Sendung stand nicht unter einem generellen Thema. In jeder Ausgabe hatten die Moderatorinnen ihre prominenten Gäste, mit denen sie meistens einzeln sprachen. Zu Beginn der Sendung stellten die Moderatorinnen ihre Gäste, die in einer Runde zusammensaßen, mit ein paar Informationen zum jeweiligen Thema vor. Dann sprachen sie nacheinander mit den Gästen. Dabei ging es um aktuelle politische und gesellschaftliche Entwicklungen, Neuigkeiten aus der Unterhaltungsbranche (beispielsweise ein neuer Film oder ein neues Buch), Sportveranstaltungen oder die individuelle Lebensgeschichte des Gesprächspartners.
Sofern es sich aus der Situation ergab, brachten sich die übrigen Gäste in das Einzelgespräch ein bzw. diskutierten darüber. Vor allem bei aktuellen Geschichten waren manchmal auch mehrere Gäste zum selben Thema eingeladen, zum Beispiel ein Politiker und ein Journalist. Musikalische oder sportliche Duos und Verwandte konnten auch gemeinsam auftreten.
Während der Gespräche wirkte Caroline Korneli hinter den Kulissen mit.

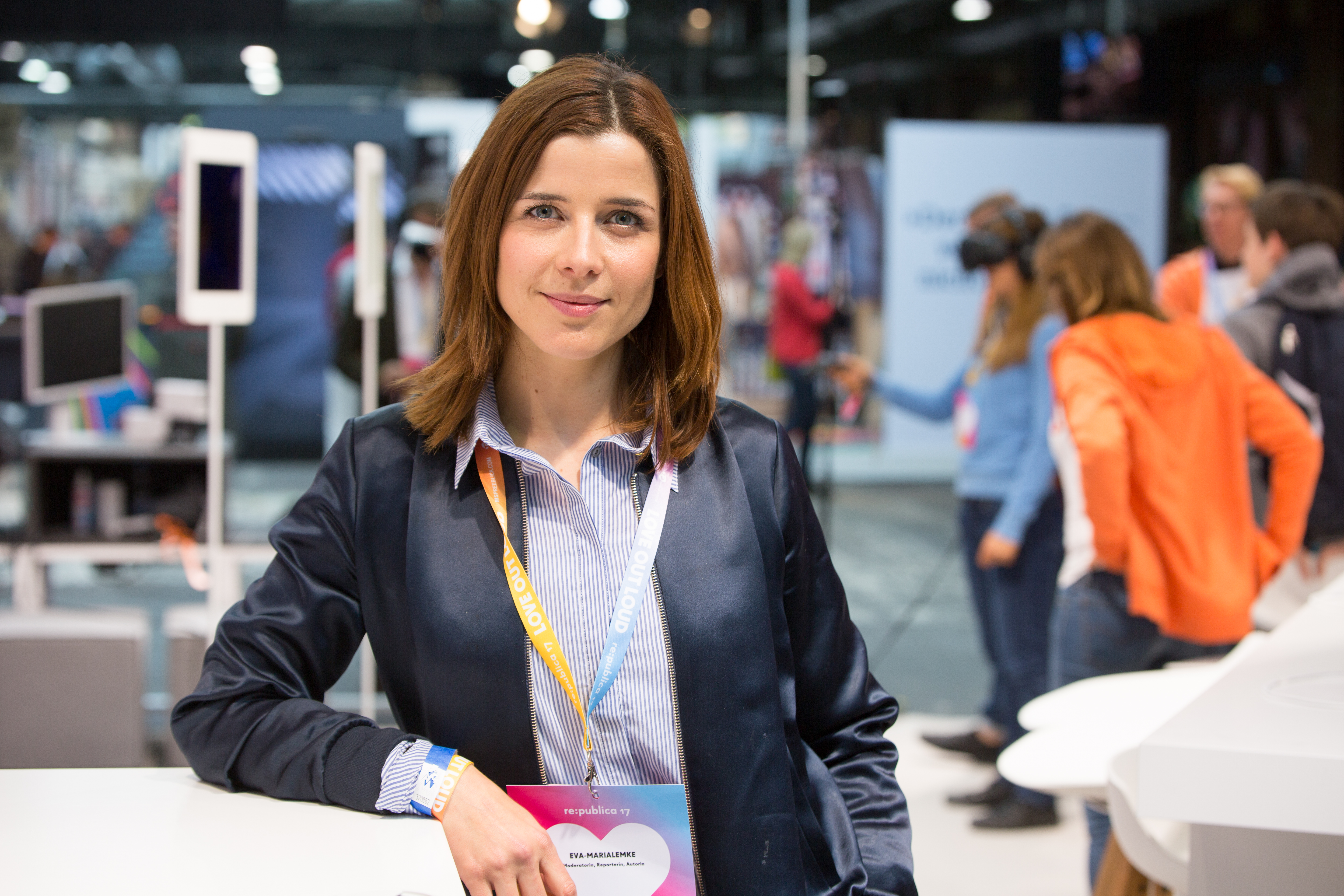
Die Moderatorinnen Eva-Maria Lemke …
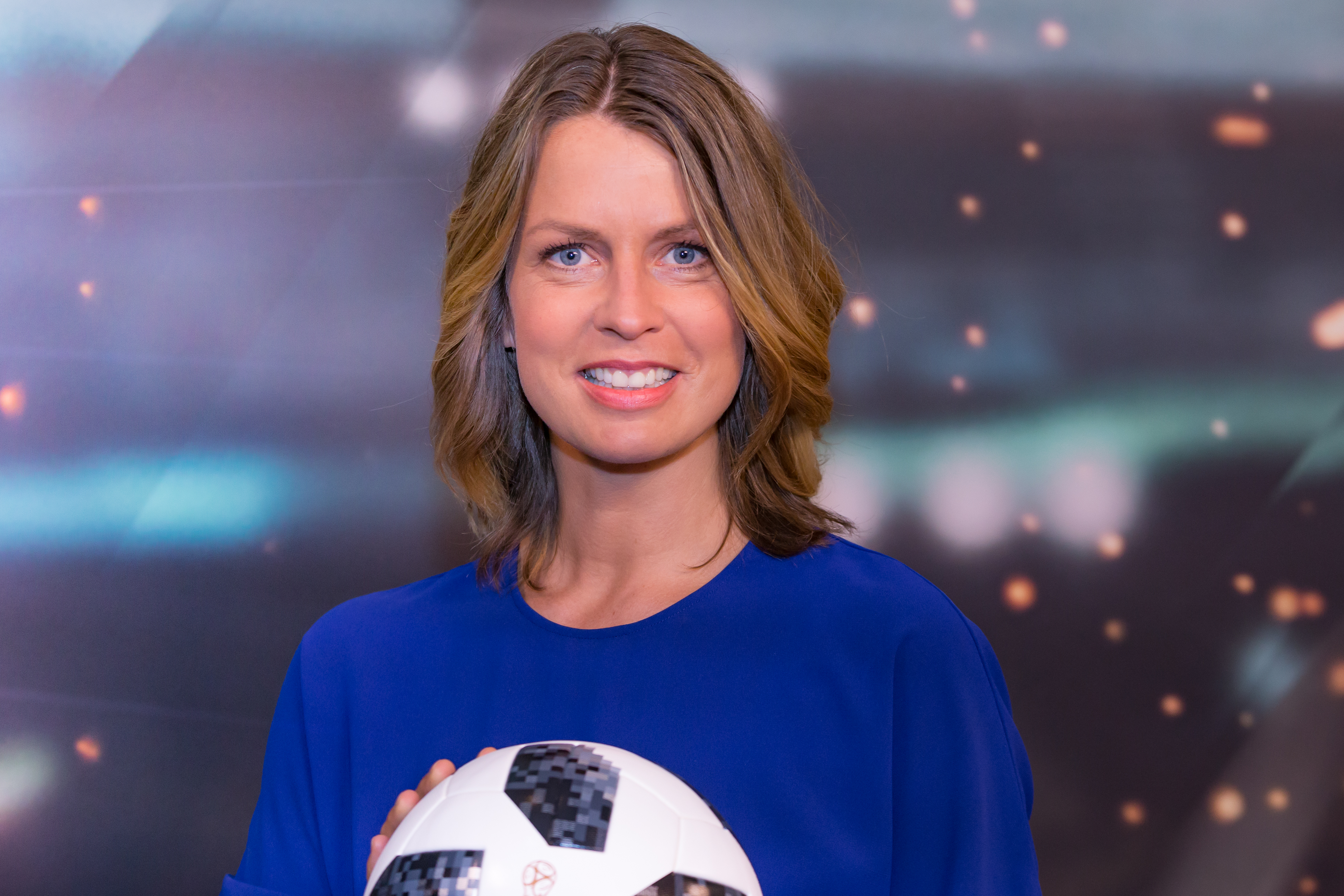
… und Jessy Wellmer

## Episodenliste
| Nr. | Sendedatum    | Gäste | Quoten (MA)       |
| --- | ------------- | --- | ----------------- |
| 1   | 1. Okt. 2019  | * Daniel Krause (Tätowierer) * Else Buschheuer (Schriftstellerin, Moderatorin) * Günther Jauch (Moderator, Entertainer) * Petra Schmidt-Schaller (Schauspielerin) * Sido (Rapper, Musikproduzent) * Thomas Quasthoff (Opernsänger)                                  | 0,93 Mio. (7,7 %) |
| 2   | 22. Okt. 2019 | * Anne Haug (Triathletin, Siegerin Ironman Hawaii 2019) * Christian Berkel (Schauspieler) * Geza Schön (Parfümeur) * Katrin Bauerfeind (Moderatorin, Schauspielerin) * Maren Kroymann (Schauspielerin, Kabarettistin) * Thees Uhlmann (Musiker)                     | 0,73 Mio. (5,7 %) |
| 3   | 10. Nov. 2020 | * Katrin Sass (Schauspielerin) * Howard Carpendale (Sänger) * Stefanie Arndt (Meereis-Physikerin) * Robert Habeck (Politiker) * Max Giermann (Comedian) * Marie Mouroum (Stuntfrau)                                                                                 | 0,74 Mio. (6,2 %) |
| 4   | 8. Dez. 2020  | * Dieter Hallervorden (Schauspieler) * Kerstin Ott (Schlagersängerin) * Gregor Gysi (Politiker) * Sven Plöger (Diplom-Meteorologe und Moderator) * Barrie Kosky (Opern- und Theaterregisseur) * Yael Adler (Hautärztin)                                             | 0,87 Mio. (8,2 %) |
| 5   | 27. Apr. 2021 | * Pinar Atalay (Hörfunk- und Fernsehmoderatorin) * Jimmy Hartwig (ehemaliger Fußballspieler) * Collien Ulmen-Fernandes (Moderatorin und Schauspielerin) * Pasquale Aleardi (Schauspieler und Musiker) * Umut Özdemir (Diplom-Psychologe) * Abdelkarim (Kabarettist) | 0,76 Mio. (5,7 %) |

## Sendezeiten
| Sender | Sendezeiten                             |
| ------ | --------------------------------------- |
|        | dienstags, 22:50 Uhr (Erstausstrahlung) |
|        | samstags, 0:00 Uhr (Wiederholung)       |

## Sonstiges
Zur ersten Sendung sollte es den Gästen erlaubt sein zu rauchen und Alkohol zu trinken. Nach einer Abmahnung vom Verband Pro Rauchfrei machte der rbb am 26. September 2019 einen Rückzieher und das Rauchverbot blieb bestehen.